# 257439 Peppeprosperini
257439 Peppeprosperini este un asteroid din centura principală, descoperit pe 9 august 2010, de Obserwatorium Frasso Sabino.